# Saison 1958-1959 de la LIH
Saison précédente Saison suivante
La saison 1958-1959 est la quatorzième saison de la ligue internationale de hockey.
Les Rebels de Louisville remportent la Coupe Turner en battant les Komets de Fort Wayne en série éliminatoire.

## Saison régulière
Les Mohawks de Cincinnati cessent leurs activités avant le début de la saison.

### Classement de la saison régulière
| Clt   | Équipe                | PJ | V  | D  | N | BP  | BC  | Pts |
| ----- | --------------------- | -- | -- | -- | - | --- | --- | --- |
| +001, | Rebels de Louisville  | 60 | 35 | 24 | 1 | 280 | 197 | 71  |
| +002, | Komets de Fort Wayne  | 60 | 32 | 27 | 1 | 236 | 213 | 65  |
| +003, | Bruins de Troy        | 60 | 30 | 28 | 2 | 245 | 283 | 62  |
| +004, | Chiefs d'Indianapolis | 60 | 26 | 30 | 4 | 231 | 247 | 56  |
| +005, | Mercurys de Toledo    | 60 | 22 | 36 | 2 | 196 | 248 | 46  |

- Champion de la saison régulière
- Qualifié pour les séries éliminatoires

### Meilleurs pointeurs
| Joueur          | Équipe       | PJ | B  | A  | Pts | Pun |
| --------------- | ------------ | -- | -- | -- | --- | --- |
| George Ranieri  | Louisville   | 59 | 60 | 64 | 124 | 64  |
| Len Thornson    | Fort Wayne   | 58 | 30 | 73 | 103 | 0   |
| Pierre Brillant | Indianapolis | 60 | 57 | 41 | 98  | 16  |
| Len Ronson      | Fort Wayne   | 60 | 39 | 58 | 97  | 38  |
| Brian Kilrea    | Troy         | 54 | 33 | 60 | 93  | 44  |
| Andy Milne      | Troy         | 53 | 42 | 46 | 88  | 83  |
| Chick Chalmers  | Louisville   | 53 | 34 | 49 | 83  | 14  |
| Ronnie Spong    | Louisville   | 48 | 23 | 58 | 81  | 48  |
| Gordie Cowan    | Toledo       | 55 | 22 | 58 | 80  | 48  |
| Max Szturm      | Troy         | 60 | 30 | 49 | 79  | 62  |

## Séries éliminatoires
Les séries éliminatoires se déroule du 31 mars au 21 avril. Les vainqueurs des demi-finales s'affrontent pour l'obtention de la Coupe Turner.

### Tableau
|  | Demi-finales          | Demi-finales         |                      |   | Finale | Finale |
|  | Demi-finales          | Demi-finales         |                      |   | Finale | Finale |
|  |                       |                      |                      |   |        |        |
|  |                       |                      |                      |   |        |        |
|  |                       |                      |                      |   |        |        |
|  | Rebels de Louisville  | 4                    |                      |   |        |        |
|  | Rebels de Louisville  | 4                    |                      |   |        |        |
|  | Bruins de Troy        | 1                    |                      |   |        |        |
|  | Bruins de Troy        | 1                    | Rebels de Louisville | 4 |        |        |
|  |                       |                      | Rebels de Louisville | 4 |        |        |
|  |                       | Komets de Fort Wayne | 2                    |   |        |        |
|  | Komets de Fort Wayne  | Komets de Fort Wayne | 2                    | 4 |        |        |
|  | Komets de Fort Wayne  |                      |                      | 4 |        |        |
|  | Chiefs d'Indianapolis | 1                    |                      |   |        |        |
|  | Chiefs d'Indianapolis | 1                    |                      |   |        |        |

### Demi-finales
Pour les demi-finales, l'équipe ayant terminé au premier rang lors de la saison régulière, les Rebels de Louisville, affrontent l'équipe ayant terminé troisième, les Bruins de Troy, puis celle ayant fini deuxième, les Komets de Fort Wayne, font face à l'équipe ayant pris la quatrième place, les Chiefs d'Indianapolis. Pour remporter les demi-finales, les équipes doivent obtenir quatre victoires.
| Date      | Équipe à domicile    | Pointage | Équipe visiteuse     |
| --------- | -------------------- | -------- | -------------------- |
| 31 mars   | Rebels de Louisville | 4-1      | Bruins de Troy       |
| 1er avril | Rebels de Louisville | 8-5      | Bruins de Troy       |
| 3 avril   | Rebels de Louisville | 4-5      | Bruins de Troy       |
| 5 avril   | Rebels de Louisville | 9-3      | Bruins de Troy       |
| 8 avril   | Bruins de Troy       | 3-4      | Rebels de Louisville |

Les Rebels de Louisville remportent la série 4 victoires à 1.
| Date      | Équipe à domicile     | Pointage | Équipe visiteuse      |
| --------- | --------------------- | -------- | --------------------- |
| 31 mars   | Chiefs d'Indianapolis | 4-6      | Komets de Fort Wayne  |
| 1er avril | Komets de Fort Wayne  | 5-1      | Chiefs d'Indianapolis |
| 4 avril   | Komets de Fort Wayne  | 6-1      | Chiefs d'Indianapolis |
| 5 avril   | Komets de Fort Wayne  | 2-5      | Chiefs d'Indianapolis |
| 8 avril   | Komets de Fort Wayne  | 6-4      | Chiefs d'Indianapolis |

Les Komets de Fort Wayne remportent la série 4 victoires à 1.

### Finale
La finale oppose les vainqueurs de leur série respectives, les Komets de Fort Wayne et les Rebels de Louisville. Pour remporter la finale les équipes doivent obtenir quatre victoires.
| Date     | Équipe à domicile    | Pointage | Équipe visiteuse     |
| -------- | -------------------- | -------- | -------------------- |
| 10 avril | Rebels de Louisville | 1-4      | Komets de Fort Wayne |
| 11 avril | Komets de Fort Wayne | 6-4      | Rebels de Louisville |
| 13 avril | Komets de Fort Wayne | 3-4 (P)  | Rebels de Louisville |
| 15 avril | Rebels de Louisville | 7-5      | Komets de Fort Wayne |
| 19 avril | Rebels de Louisville | 5-6      | Komets de Fort Wayne |
| 21 avril | Komets de Fort Wayne | 1-3      | Rebels de Louisville |

Les Rebels de Louisville remportent la série 4 victoires à 2.

### Effectifs de l'équipe championne
Voici l'effectif des Rebels de Louisville, champion de la Coupe Turner 1959:
- Entraineur : Leo Gasparini
- Joueurs : Guy James, André Martin, Grant Morton, Warren Back, Joe Kastelic, Eddie Dudych, Ronnie Spong, Chick Chalmers, George Ranieri, Ron Quenville, Jacques Gagné, Lou Crowdis, Don Rigazio, Moe Bartoli.

## Trophées remis
| Trophée               | Description                       | Vainqueur            |
| --------------------- | --------------------------------- | -------------------- |
| Coupe Turner          | Champion des séries éliminatoires | Rebels de Louisville |
| Trophée Fred-A.-Huber | Champion de la saison régulière   | Rebels de Louisville |

| Trophée                     | Description                                          | Vainqueur                               |
| --------------------------- | ---------------------------------------------------- | --------------------------------------- |
| Trophée George-H.-Wilkinson | Meilleur pointeur                                    | George Ranieri des Rebels de Louisville |
| Trophée James-Gatschene     | Joueur MVP                                           | Len Thornson des Komets de Fort Wayne   |
| Trophée James-Norris        | Gardien ayant la plus faible moyenne de buts alloués | Don Rigazio des Rebels de Louisville    |